# Léonard Specht
Léonard Specht (Mommenheim, 16 aprile 1954) è un allenatore di calcio ed ex calciatore francese, di ruolo difensore.

## Carriera
Vinse 4 volte il campionato francese (nel 1979 con lo Strasburgo, nel 1984, 1985 e 1987 con il Bordeaux) e per 2 volte la Coppa di Francia (1986 e 1987 con il Bordeaux).

## Palmarès

### Club

#### Competizioni nazionali
- Campionato francese: 4

Strasburgo: 1978-79
Bordeaux: 1983-1984, 1984-1985, 1986-1987
- Coppa di Francia: 2

Bordeaux: 1985-1986, 1986-1987
- Campionato francese di seconda divisione: 1

Strasburgo: 1976-77
- Supercoppa francese: 1

Bordeaux: 1986